# دونالد ماكسويل (مغني)
دونالد ماكسويل (بالإنجليزية: Donald Maxwell)‏ هو مغني بريطاني، ولد في 12 ديسمبر 1948.

## وصلات خارجية
- دونالد ماكسويل على موقع IMDb (الإنجليزية)
- دونالد ماكسويل على موقع ميوزك برينز (الإنجليزية)
- دونالد ماكسويل على موقع أول ميوزيك (الإنجليزية)
- دونالد ماكسويل على موقع ديسكوغز (الإنجليزية)
- دونالد ماكسويل على موقع قاعدة بيانات الفيلم (الإنجليزية)